# Il Regno (saggio)
Il Regno (Le Royaume) è un saggio (nato da un'esperienza autobiografica) dello scrittore francese Emmanuel Carrère. Dopo un periodo di conversione al cattolicesimo, l'autore indaga sulle origini della Chiesa, esaminando gli scritti dei santi  Paolo, Luca e Giovanni Evangelista.

## Storia editoriale
Il libro è stato tradotto in catalano, spagnolo, danese, tedesco, polacco, inglese, coreano, ebraico, ungherese e in italiano nel 2015, nella traduzione di Francesco Bergamasco.
Ha ricevuto il Prix littéraire di Le Monde, la menzione di miglior libro dell'anno secondo Lire e, nel 2016, il Premio letterario Giuseppe Tomasi di Lampedusa.

## Contenuto
L'esposizione è in prima persona.

### Prologo. Parigi, 2011.
Carrère sta lavorando alla sceneggiatura di una serie televisiva, Les Revenants, quando comincia a porsi domande su come sia possibile credere nella risurrezione di persone morte. Eppure questo pervade molte religioni, antiche e non. Lasciata la sceneggiatura, ricordando che in un periodo della sua vita si era convertito al cristianesimo, decide di condurre un'inchiesta sulle origini di questa religione e su come i primi aderenti si espressero a proposito del Regno dei cieli.

### Parte prima. Una crisi. Parigi, 1990-1993.
Carrère spiega nei dettagli la crisi mistica che lo colpì nel 1990, quando era padre di Gabriel e in attesa della nascita di Jean-Baptiste. In quel periodo, il matrimonio dello scrittore era infelice e questa esperienza non miigliorò la situazione della sua famiglia. Nel frattempo, si sottoponeva alla psicoanalisi, riuscendo a tenere separate le due esperienze. Sebbene ogni giorno Carrère partecipasse alla Messa, commentasse un versetto del Vangelo di Giovanni, pensasse continuamente ad essere degno del nome di cristiano, molti furono gli errori che non riuscì ad evitare e ricevette varie critiche di ipocrisia da persone a lui vicine, come la baby-sitter Jamie Ottomanelli:
 Tra le fantasie che lo assorbirono inn quegli anni, c'era il desiderio di compiere una crociera sui luoghi percorsi da San Paolo. Non riuscì a salvare l'unione con la moglie che, da bambina, era stata oppressa da una famiglia bigotta e si era ribellata al suo ambiente. Quando Carrère capì che la sua fede si era esaurita, nascose i quaderni in cui aveva commentato il Vangelo e li dimenticò.

### Parte seconda. Paolo. Grecia, 50-58.

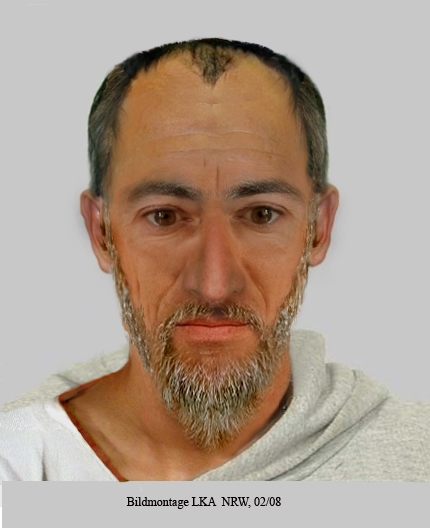
Possibile identikit di Paolo di Tarso realizzato da un nucleo della polizia scientifica tedesca nel febbraio 2008 sulla base delle descrizioni contenute nelle più antiche fonti storiche, con la commissione e consulenza dello studioso Michael Hesemann.

Con questa dichiarazione, Carrère inizia la sua investigazione sulla Chiesa delle origini. Ripercorre le vicende di Paolo, l'improvvisa presenza di Luca al suo fianco, le prerogative e le manie dell'apostolo che, dalla sua conversione sulla via di Damasco, è divenuto in pochi anni fondatore di varie comunità cristiane dell'Asia Minore. Paolo aspira ad ottenere un successo analogo tra i greci: a tutti afferma di parlare nel nome di Cristo (che egli non ha mai visto. Alle comunità l'apostolo invia lettere che vengono ricopiate e diffuse. Il messaggio di Paolo è sostanzialmente contrario ad assimilare al culto di Cristo l'insieme della Legge ebraica, ponendo come premessa della sua predicazione, la convinzione che Gesù si sia rivolto a tutti gli uomini.
Sulla base delle letture, Carrère avanza l'ipotesi che, dopo le lettere di Paolo (il nucleo di scritti più antichi e autentici), siano seguiti gli Atti degli Apostoli, scritti da Luca: il loro contenuto è in parte ricostruito dall'autore, dapprima testimone occasionale, quindi stabilmente al seguito di Paolo, che accompagnerà a Gerusalemme e a Roma.

### Parte terza. L'inchiesta. Giudea, 58-60.
Le azioni di Paolo, tanto appassionate da sfociare nella violenza, hanno suscitato le rimostranze di varie comunità cristiane giudaizzanti. In particolare, in Palestina ancora vivono i congiunti di Gesù, di cui egli predica la dottrina: Pietro, Giovanni e Giacomo il Minore, fratello del Signore. Con il pretesto di consegnare denaro raccolto per il Tempio di Gerusalemme, Paolo, Luca e altri si recano alla loro presenza. Qui Luca si rende conto di una trasformazione del suo maestro: Paolo è conciliante con gli apostoli, si comporta in modo contraddittorio rispetto a quanto ha sino allora sostenuto. Arrestato, fa valere i suoi diritti di cittadino romano. Ma le sorprese più grandi per Luca, sono quelle riguardanti chi ha davvero conosciuto Gesù e ne ricorda i detti, non poco differenti dalle invettive di Paolo. Soprattutto, nessuno afferma che Gesù abbia lasciato l'osservanza ebraica, né che abbia anteposto all'eredità del suo popolo una predilezione per i Gentili.
Mentre Paolo è prigioniero dei Romani, Luca si aggira per Gerusalemme e indaga per suo conto su quanto è ricordato su Gesù. Incontra i testimoni più impensati, come Filippo uno dei diaconi della prima comunità apostolica. Immaginando la perplessità di Luca di fronte a una realtà imprevista, Carrère riesamina tutto ciò che riguarda Paolo alla luce delle teorie di Hyam Maccoby, il quale ha messo in dubbio l'effettiva appartenenza di Paolo all'Ebraismo. Quando arriva il momento di inviare a Roma Paolo, perché sia giudicato dall'imperatore, Luca lo accompagna.

### Parte quarta. Luca. Roma, 60-90.

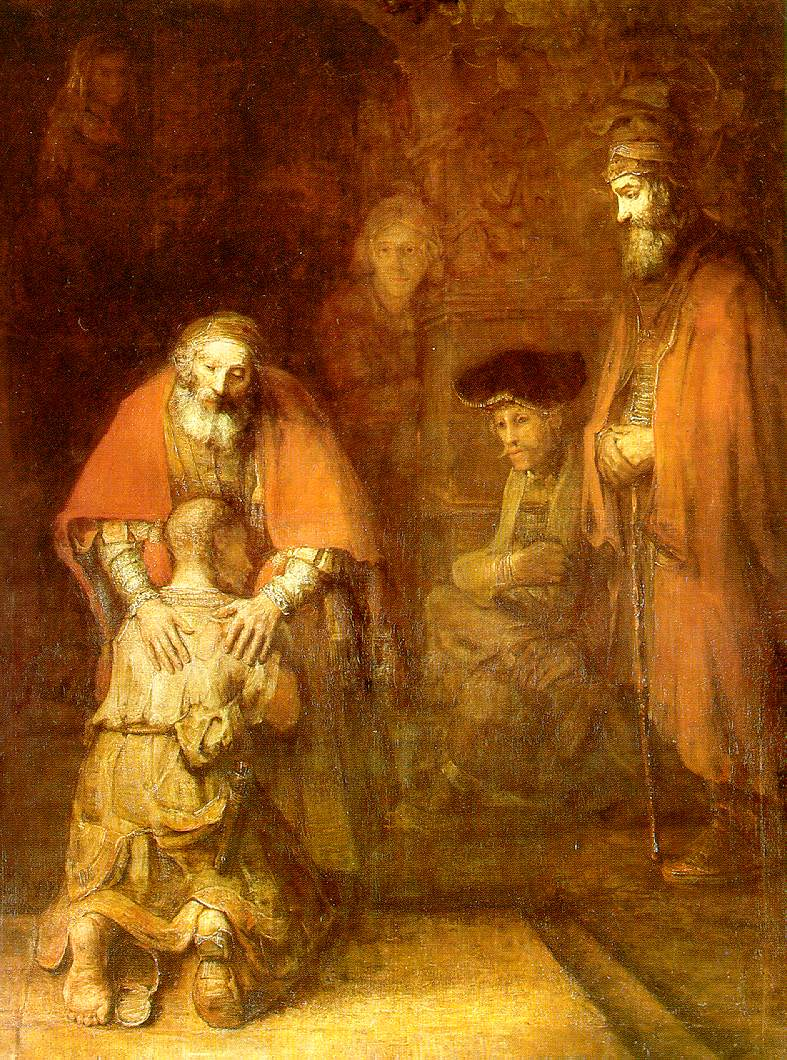
Il ritorno del figlio prodigo in un dipinto di Rembrandt.

Giunti a Roma, Paolo vi trascorre due anni ricevendo molte visite; poi gli Atti degli Apostoli si interrompono. Carrère ripercorre tutte le domande che per tanti secoli si sono posti teologi ed esegeti, senza ottenere risposte sicure, quindi si concentra sulla figura di Luca e su come si sia comportato da scrittore. Ipotizza che la Lettera di Giacomo sia stata scritta da Luca (sulla scorta di quanto avrebbe saputo a Gerusalemme); la tesi però non ha riscontri tra gli studiosi e Carrère se ne assume la responsabilità, o meglio la formulazione fantasiosa. Quindi analizza la nascita del Vangelo di Luca, sottolineando che, dopo un prologo da storiografo, Luca diventa immediatamente romanziere. La duplice nascita miracolosa di Gesù e di Giovanni Battista è il primo elemento per le affermazioni di Carrère che, molto minuziosamente, segue lo sviluppo del libro. Luca aborrisce la violenza, a meno che non sia diretta contro persone buone e giuste, rendendo così il suo Gesù un innamorato di delinquenti, spostati, peccatori, che riserva i rimproveri per un fariseo che lo ha invitato a pranzo (ma gli esempi sono molti).

Nell'insistere sul rifiuto di ricchezza, famiglia e devozione, nell'esaltare il riscatto del reietto, Luca ha formulato un'immagine del Cristo più vicina a Paolo che non agli apostoli di Gerusalemme. È un contrasto che porta al momento più alto e singolare di questo Vangelo: la parabola del figlio prodigo. Eppure, sottolinea Carrère, un primo Vangelo era già stato scritto (quello di Marco) e, negli stessi anni, anche un altro scritto, secondo la tradizione di Matteo, prendeva forma. L'analisi delle differenze tra questi scritti, notoriamente denominati sinottici, fa emergere un contrasto che sbalordisce, anche perché lo stesso Carrère ha contribuito a una nuova traduzione di Marco. Secondo Luca il Regno dei cieli sarà dei diseredati, ai quali è sempre data la precedenza, ma secondo Marco e Matteo, l'esortazione a mondare i propri peccati è rivolta agli israeliti. Non trovando una risposta univoca da questi scritti, l'autore così si pronuncia:

### Epilogo. Roma, 90-Parigi, 2014.
Carrère esamina brevemente il Vangelo di Matteo e quello di Giovanni, focalizzando la sua attenzione sulla Lavanda dei piedi, rito centrale dello scritto di Giovanni, assente nei Vangeli di Marco, Matteo e Luca. L'idea che la lavanda dei piedi avrebbe potuto essere anche il rito quotidiano della Chiesa, viene all'autore dall'incontro con Jean Vanier, fondatore delle comunità dell'Arca. Qui si assistono in piccoli nuclei di stampo familiare le persone con gravi handicap mentali, psichici e fisici. Qui si pratica sistematicamente la lavanda reciproca dei piedi, alla quale Carrère si lascia convincere a partecipare. Coinvolto nella semplicità di questi incontri, l'autore vive un momento che: 

## Edizioni
- Emmanuel Carrère, Il regno, traduzione di Francesco Bergamasco, Milano: Adelphi, 2015